# 인공 처녀막
인공 처녀막(artificial hymen)은 일반적으로 처녀성을 위조하기 위해 이상적인 인간 처녀막을 모방하기 위해 만들어진 일종의 보철물이다. 일부 사람들은 질 침투 중 처녀막의 모양, 조임 또는 출혈로 처녀성을 식별할 수 있다고 잘못 믿고 있다.

## 같이 보기
- 처녀막